# Sumé
Sumé là một đô thị thuộc bang Paraíba, Brasil. Đô thị này có diện tích 838,058 km², dân số năm 2007 là 14614 người, mật độ 17,4 người/km².